# Apollo e Dafne (Giambattista Tiepolo)
Apollo e Dafne è un dipinto di Giambattista Tiepolo realizzato a olio su tela nel 1743-44 e conservato nel Museo del Louvre di Parigi. L'artista, una quindicina d'anni più tardi, riprese il medesimo soggetto, in un'altra tela oggi alla National Gallery of Art di Washington dopo aver fatto parte della collezione Kress Collection.

## Storia
L'assegnazione del dipinto al Tiepolo fu a lungo dubbia, e solo nel 1962 esso venne ritenuto lavoro autografo dell'artista grazie allo studio dello storico d'arte Antonio Morassi. Nel 1786, quando il dipinto si trovava a Firenze nella collezione privata dei marchesi Gerini, ne fu eseguita una incisione da parte di Giuseppe Zocchi. L'opera pare accostabile stilisticamente al Trionfo di Flora di San Francisco e all'Apollo e le Muse di New York per cui è plausibile una datazione più tarda di quella suggerita dal Louvre (1741) slittando anche di un anno (1744-1745) oltre quella proposta dalla Pallucchini.

## Descrizione
Il dipinto raffigura l'epilogo del tentativo, da parte di Apollo, di rapire Dafne e la metamorfosi di questa in pianta di alloro nel disperato desiderio di sfuggirgli, come descritto da Ovidio nel suo poema Le metamorfosi. La tela raffigura anche Cupido che, irritato per la critica di Apollo al suo piccolo arco, l'aveva colpito con la freccia d'oro dell'amore e Dafne con quella di piombo che rendeva la già casta ninfa insensibile all'amore. In primo piano di spalle è il dio-fiume Peneo, padre della ninfa, che lei pregò di aiutarla nel cambiare forma con l'aiuto della dea madre Gea.

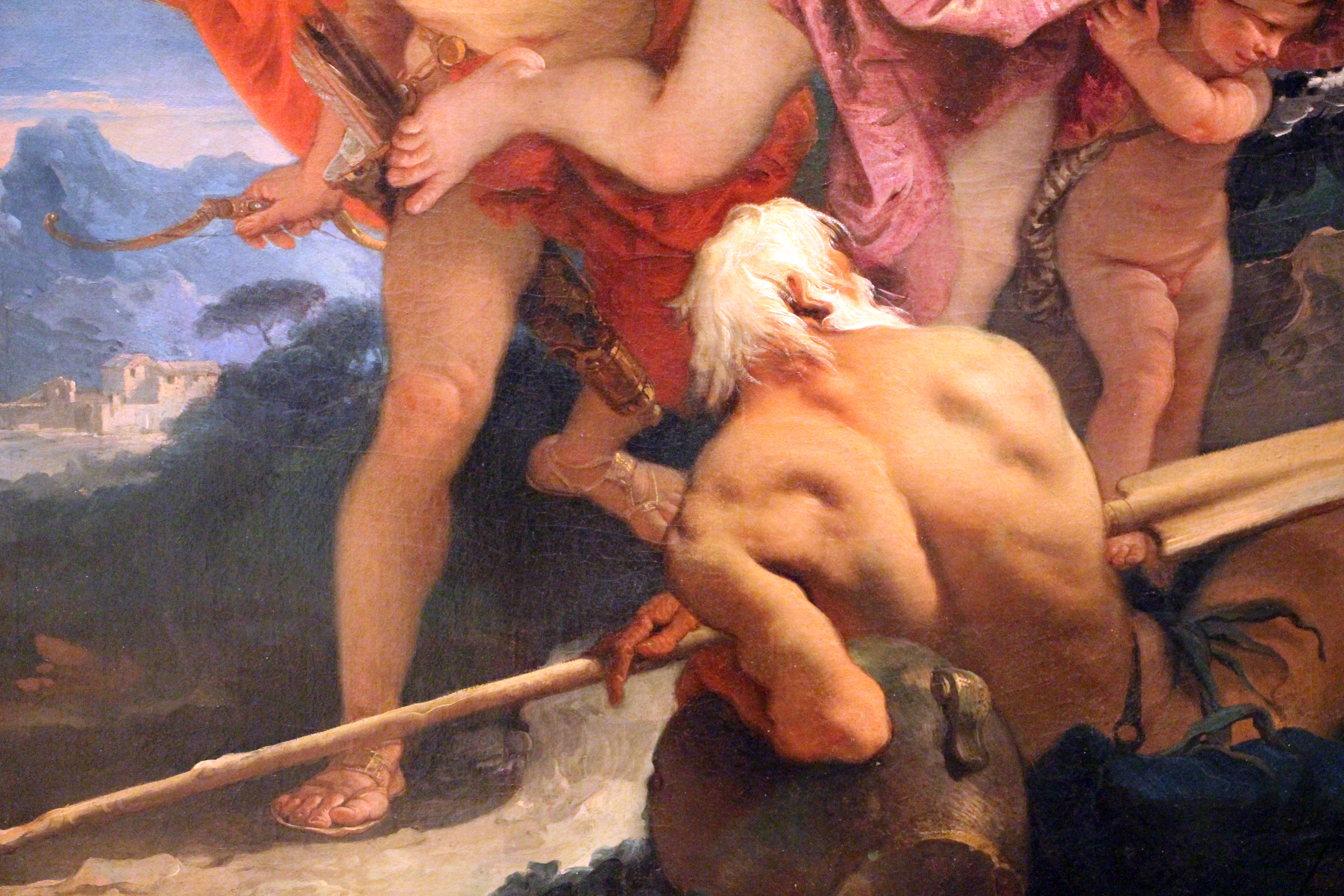
Apollo e Dafne- Particolare di Peneo

La tela, realizzata da Tiepolo nel pieno della sua maturità artistica, suggerisce un'ispirazione alla scultura del Bernini Apollo e Dafne, e sembra voler riprodurre in forma pittorica quanto è rappresentato nell'opera marmorea. Infatti Tiepolo raffigura la trasformazione di Dafne in una pianta di alloro dalle mani che si allungano diventando ramoscelli in un modo simile a quello del Bernini piuttosto che ad altri più antichi modelli.
Il dipinto si può dividere in due parti, quella sostanzialmente superiore del paesaggio di sfondo dai colori freddi e accesi illuminata luce del cielo: una luce che illumina anche un misterioso villaggio sotto l'azzurro dei monti. mentre quella del primo piano e inferiore dai colori caldi, con varie sfumature di colore nelle ombre. 

I personaggi sono raffigurati seminudi avvolti in drappi dai colori accesi. Roseo e in piena luce è solo il morbido torso e il volto della ninfa che volge lo sguardo sperduto verso l'inseguitore. Sotto il suo dorato drappo ormai scomposto Cupido pare nascondersi nell'ombra, colpevole. Apollo, dagli occhi stralunati cerca annaspando di afferrare Dafne; porta solo sandali antichi, l'arco, la faretra e un manto di colore cremisi che svolazzando contrasta con l'azzurro di un cielo sereno. Peneo, appoggiato alla sua giara, volge le spalle all'osservatore e tiene di traverso tra le mani un remo: egli sembra voler bloccare la corsa dei due.

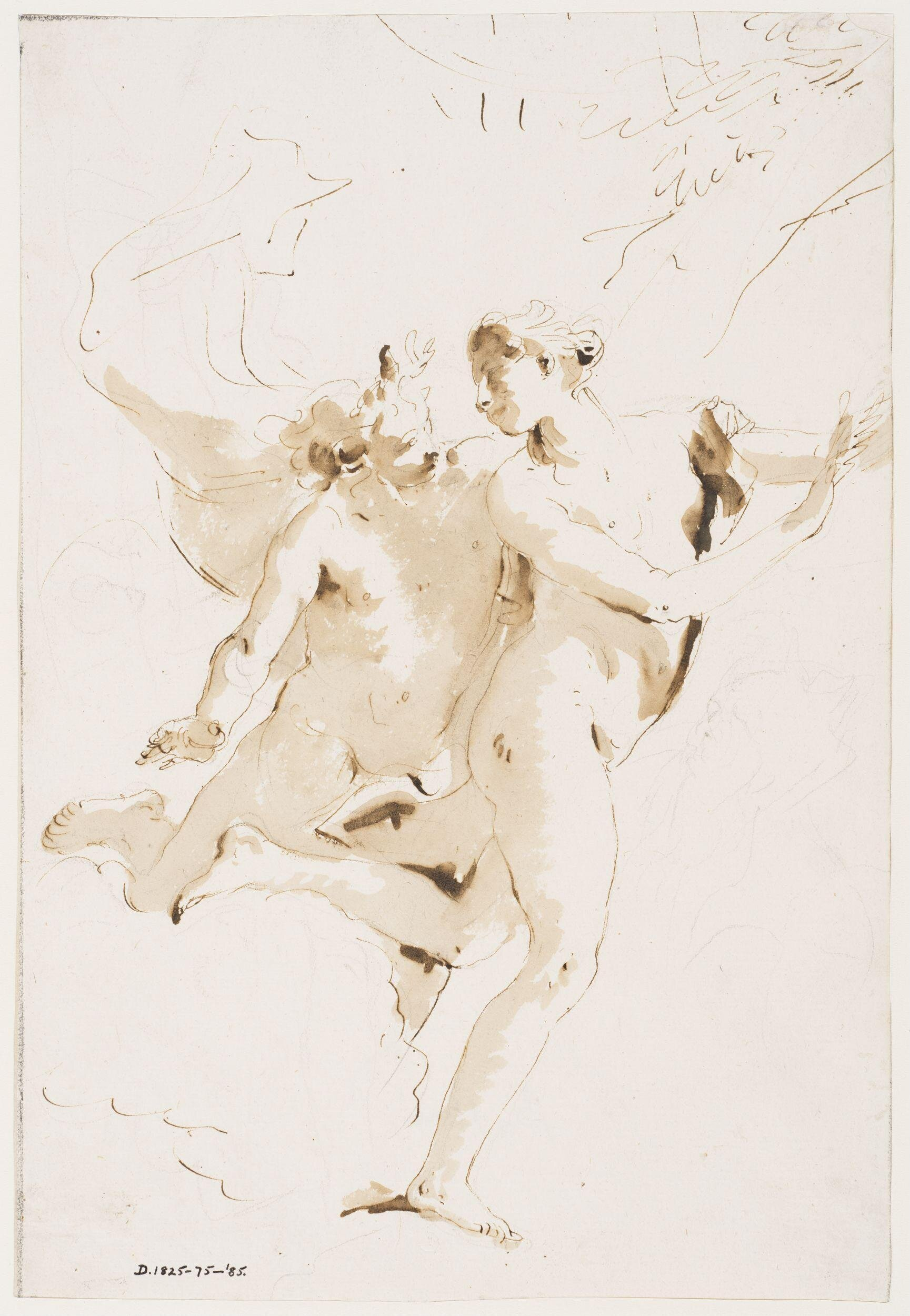
Giambattista Tiepolo, Apollo e Dafne, prima metà del XVIII secolo, disegno, 291x195 mm, Londra, Victoria & Albert
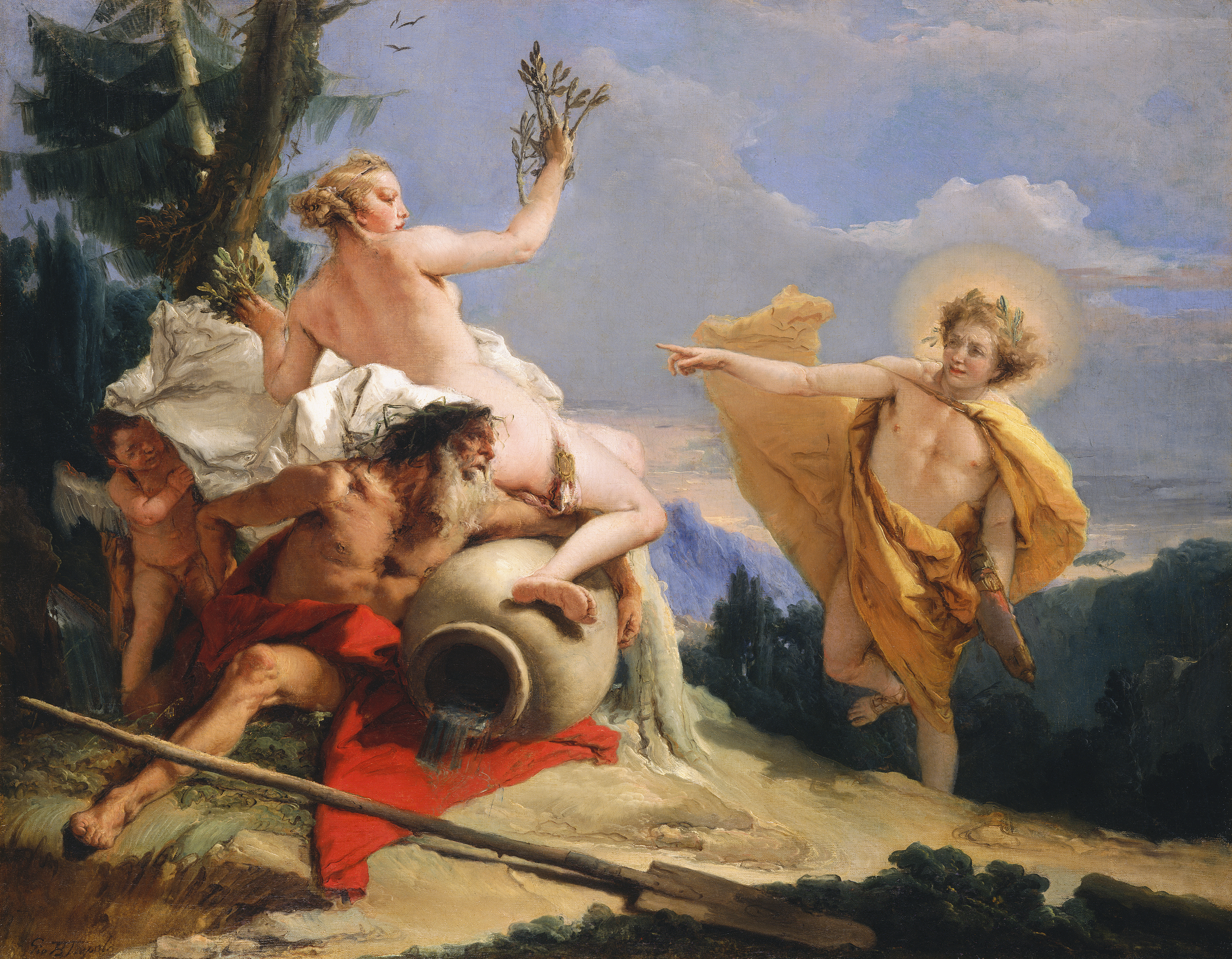
Giovanni Battista Tiepolo, Apollo e Dafne, 1755-1760, olio su tela, Washington. National Gallery of Art